# Jeff Jarvis
Pour les articles homonymes, voir Jarvis.
Jeff Jarvis, né le 15 juillet 1954, est un journaliste américain, professeur de journalisme à l'Université de la Ville de New York et éditorialiste dans plusieurs journaux. Il est l'auteur de La Méthode Google et de Tout nu sur le web.
En avril 2017, il est — avec Guy Kawasaki, Lawrence Lessig et Lily Cole — l'un des conseillers du projet de plateforme d'information Wikitribune lancé par Jimmy Wales,.

## Livres
En 2009, Jarvis écrit le livre "What Would Google Do". Traduit par François Druel, l'édition française est intitulé "La méthode Google : que ferait Google à votre place ?". Jarvis explique dans ce livre que les sociétés et les entrepreneurs doivent étudier et peut-être s'inspirer de la méthode Google s'ils veulent réussir dans le domaine de l'internet. L'auteur élargit son propos à d'autres grands acteurs du web : "J'observe Google avec admiration mais aussi en gardant une certaine distance. Je cite aussi des anecdotes ou des exemples qui concernent Mark Zuckerberg de Facebook, Craig Newmark de Craigslist et Jeff Bezos d'Amazon."